# 鲁宾·扎克拉斯
魯賓·扎克拉斯（英語：Ruben Zackhras；1947年12月4日—2018年12月26日），馬紹爾群島政治人物，代理總統及前財政部部長。

## 生平與仕途
扎克拉斯於1947年出生於當時已經是美國太平洋群島託管地的馬紹爾群島，1971年畢業於關島大學，曾經擔任教師，直到1977年加入馬紹爾群島憲法委員會，為獨立作準備。1979年馬紹爾群島獨立後加入議會，任職議會成員長達36年直到2015年，任職期間也兼任過交通及運輸部，內陸和外島事務部、司法部和健康與環境部部長（1982年至1989年），到1989年轉任財政部部長，2000年到2007年擔任過議會議長，2008年起出任利托克瓦·托梅茵的總統助理部長，2009年10月21日，因總統托梅茵遭受不信任動議被彈劾下台，扎克拉斯被推舉成為代理總統，直到同年11月2日朱雷朗·澤德卡亞當選總統，扎克拉斯再一次擔任總統助理部長直到2012年1月，之後改任駐斐濟大使直到去世。

## 家庭
魯賓與妻子Rothie Zackhras育有7名子女，但兒子Mattlan Zackhras已去世，他也是一名馬紹爾群島政治家，他擔任過當地第一位女總統希爾達·海因博士的總統助理部長，但在任內的2017年8月在台北衛生福利部雙和醫院留醫期間死於心臟衰竭，年47歲，遺下妻子Angela J Zackhras和3個子女。
扎克拉斯於2018年12月26日在美國夏威夷因癌症去世，終年71歲。